# GSC7144-2934
GSC7144-2934 — хімічно пекулярна зоря спектрального класу Si, що має видиму зоряну величину в смузі V приблизно  9,7.